# Le Pin-Murelet
Le Pin-Murelet é uma comuna francesa na região administrativa da Occitânia, no departamento do Alto Garona. Estende-se por uma área de 12.04 km², com 175 habitantes, segundo o censo de 2018, com uma densidade de 15 hab/km².